# پتر یکم، تزار بلغارستان
پتر یکم (به بلغاری: Петър I) (مرگ ۳۰ ژانویهٔ ۹۷۰) تزار امپراتوری نخست بلغارستان از ۲۷ مهٔ ۹۲۷ تا ۹۶۹ میلادی بود.
پتر پسر سیمئون یکم بود. پتر با امپراتور بیزانس رومانوس یکم صلح کرده و میان بلغارستان و بیزانس روابط دیپلماتیک برقرار شد و پتر با ماریا نوهٔ رومانوس پیمان زناشویی بست. ولی با مرگ ماریا در میانهٔ دههٔ ۹۶۰ میلادی دوباره روابط به تیرگی گرایید. روس‌های کیف هم به تحریک بیزانس به مرزهای بلغارستان تاختند. اگرچه دوباره با بیزانس صلح برقرار شد ولی بلغارها از روس‌های کیف در ۹۶۹ شکست خوردند. در همین سال هم پتر دچار سکته شد و از پادشاهی کناره‌گیری کرد و تا آخر عمر به صورت یک راهب زیست.

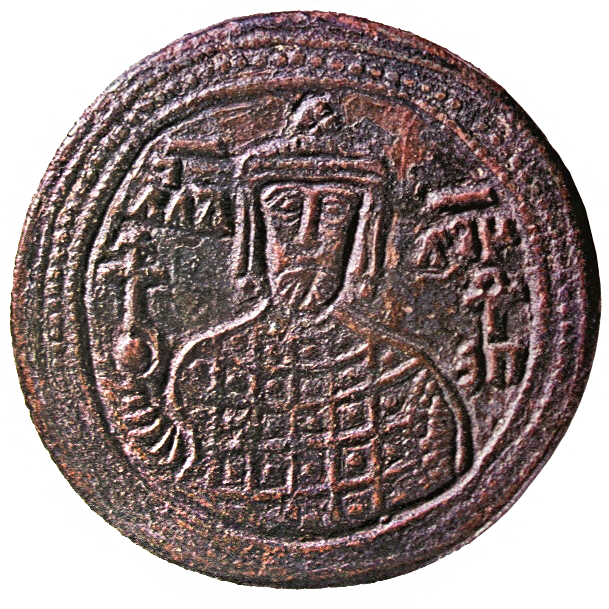
مهر پتر یکم

قله پتر در جزایر شتلند جنوبگان به افتخار او نام‌گذاری شده‌است.